# Spalacopus cyanus
Il cururo del Cile o coruro (Spalacopus cyanus Molina, 1782) è un roditore della famiglia degli Ottodontidi, unica specie del genere Spalacopus (Wagler, 1832), endemico del Cile.

## Descrizione

### Dimensioni
Roditore di medie dimensioni, con la lunghezza della testa e del corpo tra 112 e 152 mm, la lunghezza della coda tra 35 e 66 mm, la lunghezza del piede tra 25 e 32 mm, la lunghezza delle orecchie tra 9 e 13 mm e un peso fino a 120 g.

### Aspetto
Il cranio è robusto, corto, largo ed appiattito. Le arcate zigomatiche sono espanse, le bolle timpaniche sono a forma di pera. Gli incisivi superiori sono lunghi, stretti, con lo smalto bianco o giallo pallido e sono fortemente procumbenti. I denti masticatori hanno una disposizione delle cuspidi a 8.
Sono caratterizzati dalla seguente formula dentaria:
Il corpo è corto e robusto, gli occhi sono piccoli e situati sulla parte superiore della testa. La pelliccia è corta, soffice e lucida. Il colore generale del corpo varia dal brunastro scuro al nerastro, alcuni individui presentano una macchia biancastra o marrone chiara pettorale e pelvica. Sono stati osservati individui albini. Le orecchie sono corte. Le zampe anteriori sono robuste e munite di lunghi artigli eccetto il pollice, ridotto e con un artiglio corto. La coda è circa un quarto della testa e del corpo, è cilindrica, rivestita di scaglie e ricoperta di lunghi peli ma non è presente alcun ciuffo all'estremità. Le femmine hanno due paia di mammelle addominali e un paio inguinale. La clavicola è più ampia all'estremità mentre è sottile alla base. La sottospecie S.c.poeppigii è la più grande.

## Biologia

### Comportamento
È una specie fossoria, diurna e insolitamente sociale per un animale strettamente sotterraneo. Si aggrega in piccole colonie fino a 26 individui all'interno di sistemi di cunicoli che possono raggiungere un'estensione di 600 m. I recettori odorosi sono altamente sviluppati ed aiutano a riconoscere i membri della propria colonia.

### Alimentazione
Si nutre di tuberi e bulbi. Danneggia le coltivazioni.

### Riproduzione
L'attività riproduttiva avviene da marzo fino al gennaio successivo. Danno alla luce 2-5 piccoli alla volta dopo una gestazione di 77 giorni. Alla nascita sono ciechi ed aprono gli occhi all'ottavo giorno di vita e vengono svezzati dopo due mesi, raggiungendo il peso adulto tra i 6 e 7 mesi d'età.

## Distribuzione e habitat
Questa specie è diffusa nel Cile centrale.
Vive nei prati alpini e nelle dune costiere fino a 3.400 metri di altitudine.

## Tassonomia
Sono state riconosciute 3 sottospecie:
- S.c.cyanus: Cile centrale dalla provincia di Copiapó alla provincia di Curicó fino a 1.000 metri di altitudine;
- S.c.maulinus (Osgood, 1943): Zona costiera della Provincia di Ñuble;
- S.c.poeppigii (Wagler, 1832): versante occidentale delle ande cilene centrali da 1.500 a 3.400 metri di altitudine.

## Conservazione
La IUCN Red List, considerato il vasto areale e la popolazione presumibilmente numerosa, classifica S.cyanus come specie a rischio minimo (Least Concern).